# Гурак Ігор Федорович
І́гор Фе́дорович Гу́рак (нар. 15 червня 1978 с. Назаренкове, Городенківський район, УРСР) — український історик, кандидат історичних наук, доцент. Декан факультету історії, політології і міжнародних відносин ПНУ ім. В.Стефаника з 2023 р. Член Національної спілки краєзнавців України

## Біографія
Народився 15 червня 1978 року в селі Назаренкове (нині Чортовець) в Городенківському районі, УРСР.
В 1995—2000 роках навчався на факультеті історії ПНУ. В 2001—2004 роках аспірант в Прикарпатському університеті. 
В 2005 році захистив кандидатську дисертацію на тему: «Українське студентство у суспільно-політичному житті Східної Галичини (60-ті роки ХІХ — початок ХХ ст.)».Науковий керівник професор Володимир Васильович Грабовецький.
З 2005 року розпочав наукову та викладацьку діяльність в Науковому центрі дослідження українського національно-визвольного руху імені Олександра Юхимовича Карпенка. 
Брав участь у підготовці та проведенні Всеукраїнського круглого столу «Проблематика Європейського Союзу на уроках історії» (вересень 2007 р.).
Працював асистентом кафедри історії України, директором навчально-наукового центру дослідження Центрально-Східної Європи 2010—2014. Стипендіат Програми уряду Республіки Польща для молодих науковців (2011—2012 рр.), Національної стипендійної програми Словацького уряду (2019 р.). 
Гостьовий професор на факультеті політології Університету Марії Кюрі-Склодовської у Любліні (2013 р.) та факультеті міжнародних і політичних студій Лодзького університету (2018—2019 рр.).
В 2013 р. пройшов стажування в Люблінському університеті, в 2014 р в Університеті Яна Кохановського. 
З 2014 до 2018 завідувач кафедри міжнародних відносин в Прикарпатському національному університеті імені Василя Стефаника. 
В листопаді 2023 року обраний деканом факультету історії, політології і міжнародних відносин. В лютому 2024 року отримав членський квиток Національної спілки краєзнавців України